# Сул (река)
Сул (фр. Soulles) је река у Француској. Дуга је 52 km. Улива се у Ламанш. 